# Viola taradakensis
Viola taradakensis är en violväxtart som beskrevs av Takenoshin Nakai. Viola taradakensis ingår i släktet violer, och familjen violväxter. Inga underarter finns listade i Catalogue of Life.